# 전국빈민연합
전국빈민연합(全國貧民聯合, 약칭 전빈련)은 1989년 11월 11일 전국노점상연합회와 철거민협의회 등 빈민운동 단체가 연합해서 결성한 대한민국 비정부 단체이다.

## 배경
대한민국에서는 1980년도 들어 도시 환경정비를 시행하게 되었고, 특히 1983년 국제 의원 연맹 총회, 1988년 서울 올림픽 등 국제 대회를 준비하면서 대대적인 노점 단속에 대응하여 노점상연합회가 결집되었다. 또한 도시 재개발 사업이 추진되면서 강제 철거에 대처하기 위한 철거민협의회가 서울을 중심으로 결성되기 시작했다.
1988년에 들어와서 서울 올림픽을 앞두고 서철협과 전국노점상연합회, 천주교도시빈민회, 기독교빈민협의회 등이 도시빈민공동투쟁위원회를 결성하였고, 이 활동을 통해 전국빈민연합의 결성 기반이 마련되었다. 결성과정에서 지역탁아소연합, 일용건설노동조합추진위원회가 함께 참여했지만, 서철협과 전국노점상연합회, 일용건설노동조합을 제외한 나머지 단체들은 자신들의 조직 성격상 참여를 보류했다.

## 결성
1989년 11월 11일 서철협과 전국노점상연합회의 주도하에 전국빈민연합(전빈련. 상임의장 양연수)이 결성되었다. 전빈련의 목표는 주거, 직업, 교육 문제를 근원적으로 해결하는 것이다.
결성선언문에서, “첫째, 도시빈민이 고립분산적으로 철거문제, 노점상 문제에만 매달리는 것이 아니라 단일한 대열로 교육 복지 의료의 문제까지 통일적으로 요구하고 관철시켜가는 중심조직으로서의 의의를 지닌다. 둘째, 현재 빈민투쟁의 선봉격인 노점상과 철거민을 중심으로 모든 빈민대중들을 조직하는 구심체이다. 셋째, 도시빈민 정치세력화의 중심체로 발전하는 의의를 지닌다. 따라서 이러한 목적과 의의를 수행하는 대중조직은 전국노점상연합회나 서울철거민협의회 또는 천주교도시빈민회, 기독교빈민협의회 등 6개 단체가 모이는 것이 아니라 그 단체를 중심으로 결집된 대중들이 모이는 것이어야 한다”라고 결성 의의를 밝혔다.

## 조직
- 1999년 양연수 (상임의장), 남경남 (공동의장), 양해동 (집행위원장)
- 2008년 김흥현 (상임의장), 이필두 (공동의장, 전국노점상총연합 의장), 심호섭 (공동의장, 빈민해방철거민연합 의장), 유의선 (정책위원장)
- 김혜경 (고문)

## 활동
- 1999년 4월 22일 서울역 광장에서 전국빈민연합 출범식을 개최
- 2003년 12월 20일 청계천 복원공사에 따른 노점상, 영세상인, 철거민 등 빈민 생존권 쟁취 투쟁 중 김흥현 의장 중부경찰서 연행
- 2006년 5월 29일 서울시청 앞에서 동대문운동장 철거 반대, 뉴타운 개발 전면 재검토 기자회견
- 2006년 10월 16일 전국빈민대회 개최(FTA 저지 등 7대 과제)
- 2008년 2월 29일 다양한 진보신당 정치세력화에 동참하기 위해 민주노동당 탈당, 3월 2일 진보신당 발기
- 2011년 5월 31일 민주노동당, 진보신당 등 진보진영과 연석회의를 개최하고 새로운 진보신당에 참여하기로 최종합의
- 2011년 10월13일 대표자 진보신당에서 탈당 선언문 발표